# Praemallaspis batesi
Praemallaspis batesi là một loài bọ cánh cứng trong họ Cerambycidae.